# فارس أسطفان
فارس أسطفان هو ناشر لبناني مقيم في الولايات المتحدة اشترى جريدة الهدى، وهي أول جريدة باللغة العربية صدرت في الولايات المتحدة.